# 报京乡
报京乡，是中华人民共和国贵州省黔东南苗族侗族自治州镇远县下辖的一个乡镇级行政单位。2014年1月25日23时30分，报京乡报京大寨（黔东南北部地区最大的侗寨，曾是中国保持最完整的侗族村寨之一）发生火灾，1000余间房屋烧毁、损害，受灾直接经济损失970万人民币。

## 行政区划
报京乡下辖以下地区：
报京村、屯上村、报友村、石桥村、松柏村和贵洒村。

## 中国传统村落
2013年8月，报京村被评为第二批中国传统村落。